# Tambourissa hildebrandtii
Tambourissa hildebrandtii là một loài thực vật có hoa trong họ Monimiaceae. Loài này được Perkins miêu tả khoa học đầu tiên năm 1901.